# Zona de nadie
Zona de nadie es el quinto álbum de estudio de la banda argentina de hard rock Riff, publicado en 1992 por Halley Records/RCA.

## Detalles
El álbum marca el regreso de Riff con su formación original (Pappo, Vitico, Boff Serafine y Michel Peyronel) después de casi diez años.
Asimismo, representa el primer material del grupo después de casi siete años desde su anterior trabajo en estudio, Riff VII.
La edición en CD incluía 2 temas extra respecto al lanzamiento en formato cassette o LP de vinilo.
Zona de nadie fue remasterizado y reeditado por primera vez en 1995, a través de Tribal Records, edición que incluía 5 bonus tracks grabados en vivo en The Roxy Bs. As. el 30-12-95. 
Fue reeditado nuevamente en el año 2005 por el sello GLD, incluyendo dos videos interactivos filmados en el Estadio de River Plate, en Buenos Aires, el 19/10/1996, en el marco de un concierto de AC/DC, donde Riff oficiaba de acto apertura. 
El álbum se remasterizó y reeditó en 2016 por medio de Pop Art Discos.

## Lista de canciones
| N.º   | Título                    | Escritor(es)                          | Duración |  |
| 1.    | «Lo tuyo es vicio»        | Vitico, Michel Peyronel               | 2:59     |  |
| 2.    | «El forastero»            | Pappo, Vitico                         | 4:08     |  |
| 3.    | «Aquella estrella»        | Vitico                                | 2:59     |  |
| 4.    | «Geisha»                  | Pappo, Boff Serafine, Michel Peyronel | 5:00     |  |
| 5.    | «La frontera inesperada»  | Boff Serafine, Michel Peyronel        | 6:22     |  |
| 6.    | «La voiture (acústico)*»  | Pappo                                 | 2:29     |  |
| 7.    | «Sube a mi voiture»       | Pappo                                 | 2:39     |  |
| 8.    | «Betty Silicona»          | Pappo, Michel Peyronel                | 4:31     |  |
| 9.    | «Vértigo romántico»       | Pappo, Michel Peyronel                | 4:08     |  |
| 10.   | «Juegos nocturnos»        | Michel Peyronel, Vitico               | 5:53     |  |
| 11.   | «Zona de nadie»           | Pappo, Michel Peyronel                | 4:31     |  |
| 12.   | «El malo de la película*» | Pappo, Boff Serafine, Michel Peyronel | 4.33     |  |
| 48:26 |                           |                                       |          |  |

Bonus tracks (en vivo en The Roxy, 30-12-95), reedición Tribal Discos
| N.º   | Título                     | Escritor(es) | Duración |  |
| 1.    | «Pantalla del mundo nuevo» |              |          |  |
| 2.    | «Lo que quieras hacer»     |              |          |  |
| 3.    | «Sube a mi voiture»        |              |          |  |
| 4.    | «Aquella estrella»         |              |          |  |
| 5.    | «Susy Cadillac»            |              |          |  |
| 48:26 |                            |              |          |  |

## Integrantes
- Pappo - voz, guitarra líder, piano en "La voiture"
- Boff Serafine - Guitarra rítmica, voz y "trompeta vocal" en "La voiture"
- Vitico - Bajo y voz
- Michel Peyronel - Batería y voz

Músico adicional
- Marcelo Macri - chelo en "Juegos nocturnos"